# Prats-de-Sournia
Prats-de-Sournia är en kommun i departementet Pyrénées-Orientales i regionen Occitanien i södra Frankrike. Kommunen ligger i kantonen Sournia som tillhör arrondissementet Prades. År 2022 hade Prats-de-Sournia 77 invånare.

## Befolkningsutveckling
Antalet invånare i kommunen Prats-de-Sournia
| Referens: INSEE |